# Ivan Radeljić
Ivan Radeljić, bosansko-hercegovski nogometaš, * 14. september 1980.
Za bosansko-hercegovsko reprezentanco je odigral 10 uradnih tekem.